# Eva Walig
Eva Walig (* 26. Oktober 1985 in München, geb. Nußhart) ist eine deutsche Fernsehmoderatorin, Journalistin und Stimmtrainerin. Sie lebt in München.

## Ausbildung
Eva Walig besuchte das Gymnasium Oberhaching. Dort legte sie nach einem Auslandsaufenthalt in Brighton, England ihr Abitur ab. Anschließend studierte sie Medienwissenschaft mit dem Nebenfach Betriebswirtschaftslehre (BWL) an der Universität Regensburg. Während ihres Studiums gründete sie gemeinsam mit Kommilitonen ein Studentenradio, was ihr Interesse an der Medienwelt weiter vertiefte.

## Beruflicher Werdegang
Nach Abschluss ihres Studiums absolvierte Eva Walig mehrere Praktika und begann ein redaktionelles Volontariat bei dem regionalen Nachrichtensender SAT.1 Bayern (2012–2014). Dort arbeitete sie anschließend als Redakteurin und Live-Reporterin für die Nachrichtensendung 17:30 SAT.1 Bayern, sowie für N24 (heute Welt). Darüber hinaus war sie für ein Reportageformat für SAT.1 tätig.
Bis 2019 war Eva Walig weiterhin als Redakteurin und Reporterin bei Sat.1 Bayern tätig, bevor sie im selben Jahr zum Nachrichtensender münchen.tv wechselte. Von 2020 bis 2022 moderierte sie dort live die Nachrichtensendung 'münchen heute', sowie die Nachrichten für tv.ingolstadt. Parallel dazu entwickelte und moderiert sie das Sendeformat 'München tut gut', das donnerstags um 18:45 Uhr ausgestrahlt wird. Außerdem war sie mehrere Jahre als Wiesn-Reporterin unterwegs.
Im September 2022 übernahm Eva Walig die Moderation der Sendung Schwaben & Altbayern im BR Fernsehen. Im Wechsel mit ihrer Kollegin Eva Mayer moderiert sie die 45-minütige Regionalsendung, die sonntags von 17:45 Uhr bis 18:30 Uhr ausgestrahlt wird.
Neben ihrer On-air-Tätigkeit moderiert Eva Walig seit 2018 auch Events, Podiumsdiskussionen und Preisverleihungen. Sie arbeitet als Moderationscoach und Stimmtrainerin.

## Privates
Eva Walig ist in München geboren und in Oberhaching aufgewachsen. Sie ist verheiratet. 